# Staurastrum connatum
Staurastrum connatum  là một loài Song tinh tảo trong họ Desmidiaceae, thuộc chi Staurastrum.